# Ланглиц, Александр
Алекса́ндр Ла́нглиц (нем. Alexander Langlitz; 15 февраля 1991, Ольгино, Павлодарская область) — немецкий футболист, правый защитник клуба «Шпортфройнде» из Лотте, ранее нападающий, полузащитник.

## Карьера
Лангиц прошёл футбольную школу немецкого клуба «Пройссен». До 2008 года он играл за юношескую команду (до 17 лет), где показал себя достаточно талантливым форвардом. 26 августа 2007 года в игре со сверстниками из клуба «Боннер» Александр отметился хет-триком, чем помог своей команде одержать победу 5:1.. Вскоре футболист был переведён в команду для игроков до 19 лет. В 2009 году Лангиц перешёл в другую юношескую команду из Германии — «Шальке». Здесь он также забивал голы: 13 июня 2010 года он оформил дубль в игре юношеских коллективов «Шальке 04» — «Ваттеншайд 09», установив итоговый счёт 3:0.
Летом 2010 года Лангиц перешёл в резервную команду — «Шальке II», выступавшую в Регионаллиге. Нападающий дебютировал в клубе 7 августа в игре с «Хомбургом». В сезоне 2010/11 он редко появлялся в составе. Однако в конце следующего сезона игрок стал получать больше практики. Два гола Александра, забитые им 27 мая 2012 года, помогли «Шальке II» добиться победы в матче против «Виденбрюка» со счётом 5:3.
15 декабря 2011 года Ланглиц провёл матч за основную команду «Шальке 04». Молодой нападающий вышел на замену в игре с израильским «Маккаби» из Хайфы, которая проводилась в рамках группового этапа Лиги Европы сезона 2011/12.
Летом 2013 года Ланглиц перешёл в эссенский «Рот-Вайсс». С 2014 года выступает за «Шпортфройнде» из Лотте. В сезоне 2015/16 пробился вместе с клубом в Третью лигу.